# Henri Hens
Henri Hens (ur. 6 grudnia 1889 w Antwerpii, zm. 20 lutego 1963 tamże) – belgijski kolarz torowy, złoty medalista mistrzostw świata.

## Kariera
Największy sukces w karierze Henri Hens osiągnął w 1910 roku, kiedy zwyciężył w wyścigu ze startu zatrzymanego amatorów podczas mistrzostw świata w Brukseli. W zawodach tych bezpośrednio wyprzedził Francuza Louisa Delbora oraz Brytyjczyka Sydneya Baileya. Został tym samym pierwszym belgijskim kolarzem w historii, który zdobył złoty medal na mistrzostwach świata w tej konkurencji. Był to jednak jedyny medal wywalczony przez Hensa na międzynarodowej imprezie tej rangi. W tej samej konkurencji zdobył ponadto złoty medal torowych mistrzostw Belgii w tym samym roku. Nigdy nie wystąpił na igrzyskach olimpijskich.